# Metaleptyphantes
Genre
Metaleptyphantes est un genre d'araignées aranéomorphes de la famille des Linyphiidae.

## Distribution
Les espèces de ce genre se rencontrent en Afrique subsaharienne sauf Metaleptyphantes kraepelini d'Indonésie.

## Liste des espèces
Selon World Spider Catalog (version 26, 06/03/2025) :
- Metaleptyphantes bifoliatus Locket, 1968
- Metaleptyphantes cameroonensis Bosmans, 1986
- Metaleptyphantes carinatus Locket, 1968
- Metaleptyphantes clavator Locket, 1968
- Metaleptyphantes dentiferens Bosmans, 1979
- Metaleptyphantes dubius Locket & Russell-Smith, 1980
- Metaleptyphantes familiaris Jocqué, 1984
- Metaleptyphantes foulfouldei Bosmans, 1986
- Metaleptyphantes kraepelini (Simon, 1905)
- Metaleptyphantes machadoi Locket, 1968
- Metaleptyphantes ovatus Scharff, 1990
- Metaleptyphantes perexiguus (Simon & Fage, 1922)
- Metaleptyphantes praecipuus Locket, 1968
- Metaleptyphantes subclavator Tanasevitch, 2025
- Metaleptyphantes triangulatus Holm, 1968
- Metaleptyphantes uncinatus Holm, 1968
- Metaleptyphantes vates Jocqué, 1983
- Metaleptyphantes vicinus Locket, 1968

## Systématique et taxinomie
Ce genre a été décrit par Locket en 1968 dans les Linyphiidae.

## Publication originale
- Locket, 1968 : « Spiders of the family Linyphiidae from Angola. » Publicações Culturais da Companhia de Diamantes de Angola, vol. 71, p. 61-144.